# کوین کیلنر
کوین کیلنر (انگلیسی: Kevin Kilner؛ زادهٔ ۳ مهٔ ۱۹۵۸) یک هنرپیشه اهل ایالات متحده آمریکا است.
از فیلم‌ها یا برنامه‌های تلویزیونی که وی در آن نقش داشته است می‌توان به تنها در خانه ۳، جولیا، پارانویا، کلید، کوانتیکو، داستان سیندرلا، بزرگ کردن هلن اشاره کرد.